# 矮鳳䲁
矮鳳䲁（學名：Nannosalarias nativitatis），為輻鰭魚綱鳚形目䲁科矮鳳䲁屬的一種，分布於印度西太平洋區，從聖誕島至美屬薩摩亞，北至琉球群島，南至澳洲大堡礁、東加海域，深度2至12公尺，本魚體延長，稍側扁，頭頂無冠膜，具眼上鬚，頰部有小的白色斑點，喉部有一個大黑點，雄魚頭部兩側腹部各有一個明顯的黑色斑點，背鰭硬棘12枚、背鰭軟條15-16枚、臀鰭硬棘2枚、臀鰭軟條16-18枚，體長可達5公分，棲息在外海礁坡，雌魚產附著性卵，雄魚有護卵行為，幼魚為浮游性，生活習性不明。